# Jean-Joseph Nau
Pour les articles homonymes, voir Nau.
Jean-Joseph Nau, né le 3 août 1749 à Paris et mort à Abbeville le 6 mars 1840 est un notaire et un homme politique français.

## Biographie
Notaire à Paris avant la Révolution française, il fut officier municipal à Abbeville, assesseur du juge de paix et plus tard conseiller général, et fut élu, le 30 août 1791, député de la Somme à l'Assemblée législative, le 2e sur 16, par 346 voix (523 votants). Son rôle politique fut très effacé.

## Sources
- « Jean-Joseph Nau », dans Adolphe Robert et Gaston Cougny, Dictionnaire des parlementaires français, Edgar Bourloton, 1889-1891 [détail de l’édition]